# Katastrofa lotu Atlasjet 4203
Katastrofa lotu Atlasjet 4203 – wypadek lotniczy, który wydarzył się 30 listopada 2007. McDonnell Douglas MD-83 linii lotniczych Atlasjet, lecący z Stambułu do Isparty, rozbił się nieopodal miasta Keçiborlu. Śmierć poniosły wszystkie 57 osób na pokładzie.

## Samolot
Rozbity samolot to McDonnell Douglas MD-83 (nr rejestracyjny: TC-AKM, rok produkcji: 1994, napęd: dwa silniki Pratt & Whitney JT8D-219), wypożyczony towarzystwu Atlasjet Airlines od linii World Focus Airlines.  

## Okoliczności wypadku
Samolot obsługujący rejs Atlasjet 4203 leciał z lotniska im. Kemala Atatürka w Stambule. Wystartował on o 00:50 czasu lokalnego - z 90 minutowym opóźnieniem (z powodu fatalnych warunków atmosferycznych, opóźnił się powrót samolotu z poprzedniego rejsu).  
Odrzutowiec rozbił się podczas podchodzenia do lądowania około 1:36, 12 kilometrów od lotniska Sulejmana Demirela w Isparcie - na północ od wioski Cukuroren i na zachód od wsi Turbetepe. W czasie planowo trwającego godzinę lotu warunki pogodowe były dobre. Lot 4203 ustawił kurs na 253°, a następnie skręcił w prawo. Piloci nie mieli pojęcia o znajdującej się przed nimi górze Türbetepe, wznoszącej się na 1830 m. Samolot roztrzaskał się o gęsto porośnięty szczyt (na wysokości ok. 1670 m n.p.m.) i przełamał na wiele części – szczątki skrzydeł i silników zatrzymały się na szczycie, a kadłub spadł 150 m w dół zbocza.

## Ofiary
Początkowo podawano, że zginęło 56 osób (śmierć wszystkich osób potwierdziła załoga śmigłowca ratowniczego, który dotarł nad miejsce kraksy o godzinie 7.00), ponieważ do zabitych nie wliczono sześciomiesięcznej córki jednej z pasażerek. Wśród zabitych znalazło się także sześciu fizyków, pracujących nad projektem CERN, którzy lecieli na konferencję do Isparty. 

## Śledztwo
Śledztwo wykazało, że przyczyną katastrofy była dezorientacja przestrzenna, która doprowadziła do kontrolowanego lotu ku ziemi. Śledczy dowiedzieli się również, że system GPWS, który ma ostrzegać załogę o bliskości ziemi uległ awarii, i nie ostrzegł pilotów lotu 4203. 